# Ken Aldcroft
Ken Aldcroft (* 1969 in Coquitlam, British Columbia; † 17. September 2016 in Toronto) war ein kanadischer Jazz- und Improvisationsmusiker (Gitarre, Elektronik, Komposition).

## Leben und Wirken
Aldcroft wuchs in Vancouver auf und arbeitete ab den späten 1990er-Jahren zunächst in Vancouver, dann in Toronto mit eigenen Trios; in den 2000ern erweitert zum Convergence Ensemble, dem Scott Thomson (Posaune), Evan Shaw (Altsaxophon), Wes Neal (Bass) und Joe Sorbara (Schlagzeug) angehörten. 2007 trat er in Guelph  mit Anthony Braxtons Creative Orchestra (Album Guelph 2007) auf. 2011 entstanden in New York Duoaufnahmen mit William Parker (One Sunday). In den 2010er-Jahren folgte eine Reihe von Solo- und Duo-Produktionen, u. a. mit Scott Thomson, mit dem er auch in Deutschland gastierte, ferner Kooperationen und Auftritte mit Künstlern wie Wilbert de Joode, Joe McPhee, John Oswald und Lori Freedman. Im Bereich des Jazz war er zwischen 1997 und 2015 an 25 Aufnahmesessions beteiligt.

## Diskographische Hinweise
- Hat & Beard: Ken Aldcroft and Dave Clark: Live at Somewhere There (Trio, 2011)
- Ken Aldcroft, Joel LeBlanc: The Long and the Short of It (Trio, 2012)
- Mister, Mister (Trio, 2015)
- Ken Aldcroft & Scott Thomson: Red & Blue (Trio, 2015)